# Projeto Rondon

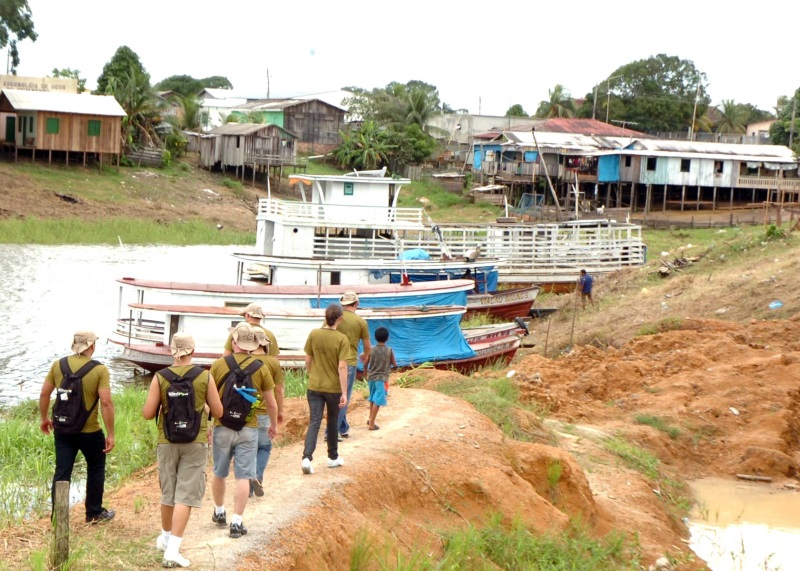
Integrantes do Projeto Rondon em operação.

O Projeto Rondon é uma ação interministerial de cunho político e estratégico do Governo Federal, coordenada pelo Ministério da Defesa, destinada a contribuir com o desenvolvimento da cidadania nos estudantes universitários, empregando soluções sustentáveis para a inclusão social e a redução de desigualdades regionais e visando ao fortalecimento da Soberania Nacional. Criado em 11 de julho de 1967, o Projeto Rondon tinha como lema "integrar para não entregar", expressando um ideário desenvolvimentista articulado à doutrina de segurança nacional. O projeto  promovia atividades de extensão universitária  levando estudantes voluntários às comunidades carentes e isoladas do interior do país, onde participavam de  atividades de caráter notadamente assistencial, organizadas pelo governo.
Entre 1967 e 1989, quando foi extinto, o projeto envolveu mais de 350 mil estudantes e professores de todas as regiões do país. Em  2005, o Projeto Rondon foi relançado pelo Governo Federal, a pedido da União Nacional dos Estudantes (UNE). É coordenado pelo Ministério da Defesa, com a participação do Ministério da Agricultura, Pecuária e Abastecimento; Ministério da Educação; Ministério da Cidadania; Ministério da Saúde; Ministério do Meio Ambiente; Ministério do Desenvolvimento Regional e Secretaria de Governo da Presidência da República.

## História

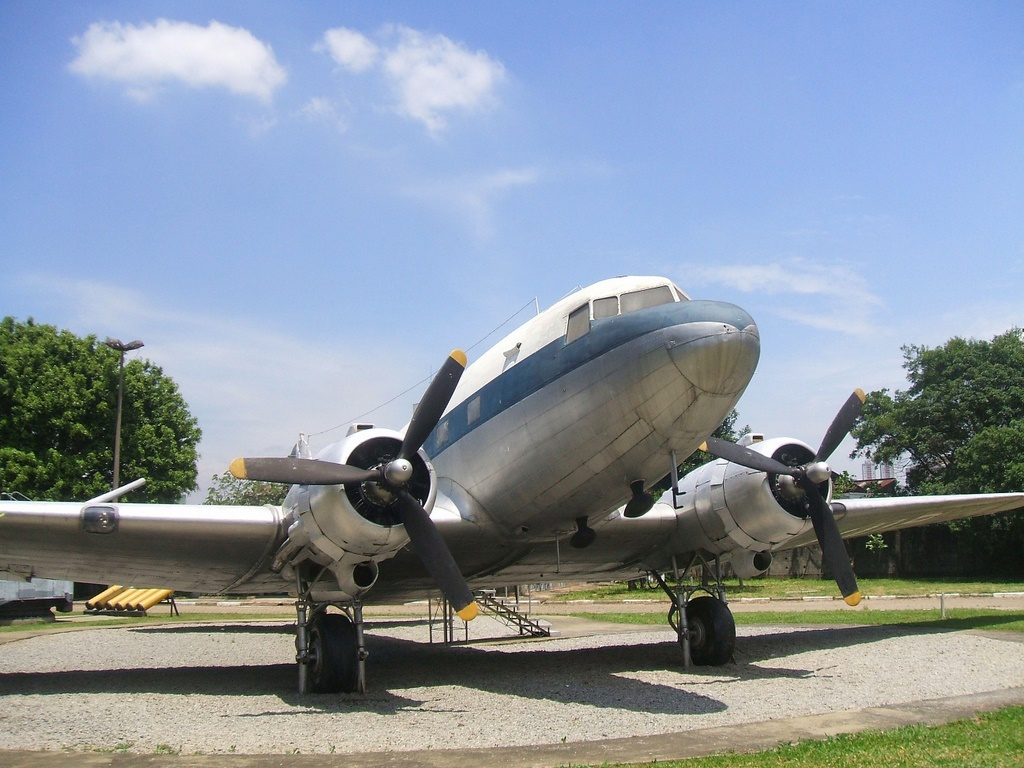
A aeronave Douglas-DC-3 utilizada pelo Projeto Rondon entre 1974 e 1980.

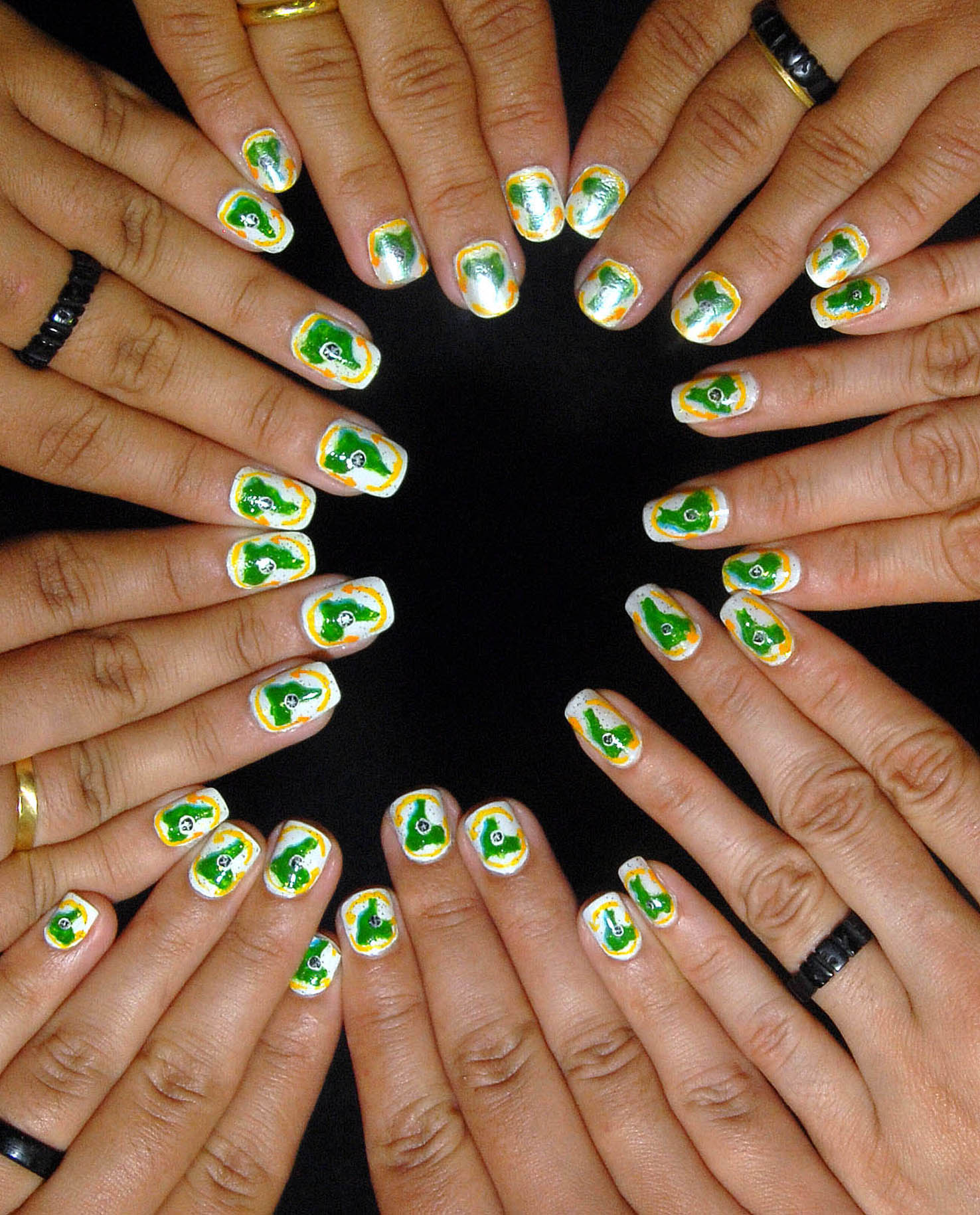
Rondonistas exibem unhas pintadas com o símbolo do Projeto Rondon.

A ideia surgiu em 1966, na Escola de Comando e Estado-Maior do Exército, durante a realização de um trabalho de sociologia intitulado "O Militar e a Sociedade Brasileira". A primeira operação do Projeto Rondon, denominada "Operação Zero", teve início em 11 de julho de 1967, quando trinta estudantes e dois professores partiram do Rio de Janeiro para Rondônia, a bordo de uma aeronave C-47, cedida pelo antigo Ministério do Interior. A equipe permaneceu na área por 28 dias, realizando trabalhos de levantamento, pesquisa e assistência médica.
No ano seguinte, o projeto contou com a participação de 648 estudantes e foi expandido para outras áreas. Em 1970 o Projeto Rondon foi organizado como órgão autônomo da administração direta e, em 1975, transformado em Fundação Projeto Rondon. As atividades, inicialmente desenvolvidas apenas durante férias escolares, evoluíram com a criação do campus avançado, dos centros de atuação permanentes e de operações regionais e especiais.
O Projeto Rondon foi afinal instituído em 1968, pelo Decreto n.º 62.927, que estabeleceu o Grupo de Trabalho Projeto Rondon, subordinado ao Ministério do Interior. Posteriormente, em 1970, esse GT foi transformado em órgão autônomo da administração direta. Em 1975, foi instituída a Fundação Projeto Rondon.
Em janeiro de 1989, o Projeto Rondon foi extinto pela Medida Provisória n.º 28/89, convertida posteriormente na Lei 7.732.
Em 1990, foi criada, por ex-rondonistas, a Associação Nacional dos Rondonistas, uma organização não-governamental qualificada pelo Ministério da Justiça como organização da sociedade civil de interesse público (OSCIP).

### Relançamento
O Projeto Rondon foi retomado pelo governo federal a 19 de janeiro de 2005, mais de quinze anos depois de sua extinção, em Tabatinga (AM), mediante proposta encaminhada pela União Nacional dos Estudantes à Presidência da República. O slogan do projeto também foi modificado para "lição de vida e de cidadania".
Para viabilizar essa proposta, foi criado, em março de 2004, um grupo de trabalho interministerial, composto por representantes do Ministério da Defesa (ao qual coube coordenar a implantação do novo projeto), do Ministério da Educação, do Ministério da Integração Nacional, do Ministério da Saúde, do Ministério do Desenvolvimento Agrário, do Ministério do Desenvolvimento Social, do Ministério do Esporte, do Ministério do Meio Ambiente e da Secretaria-Geral da Presidência da República.
O grupo de trabalho interministerial definiu diretrizes e orientações gerais, que foram consolidadas num plano estratégico aprovado pelo Presidente da República, em 20 de agosto de 2004. Esse documento define a sistemática de trabalho, detalhada e posta em prática ao longo do segundo semestre de 2004 com vistas à execução, em 2005, da primeira operação nacional desta nova fase do Projeto Rondon.
As ações do projeto são orientadas pelo Comitê de Orientação e Supervisão (COS) do Projeto Rondon, criado por Decreto Presidencial de 14 de janeiro de 2005. O COS é constituído por representantes dos Ministérios da Defesa, que o preside, do Desenvolvimento Agrário, Desenvolvimento Social e Combate à Fome, Educação, Esporte, Integração Nacional, Meio Ambiente, Saúde e da Secretaria-Geral da Presidência da República. 
Em 2005, o Ministro da Defesa, aprovou a concepção política,  a concepção estratégica   e a diretriz estratégica para o Projeto Rondon.

#### 2005 a 2007
Constituiu-se a Coordenação-geral do Projeto Rondon pela Portaria 822/MD, de 29 de junho de 2005, subordinada à Secretaria de Estudos e Cooperação (SEC).
A SEC contava em sua estrutura com cerca de 50 servidores, sendo 16 dedicados exclusivamente ao Projeto Rondon.

#### 2008 a 2010
Com a extinção da SEC e a criação da Secretaria de Aviação Civil (SAC), o novo Departamento de Ensino e Cooperação (DEPEC), subordinado agora à Secretaria de Ensino, Logística, Mobilização, Ciência e Tecnologia (SELOM), houve a necessidade de, também, reduzir consideravelmente a estrutura do Projeto Rondon, que passou a contar com apenas 4 servidores para suas ações, sendo o DEPEC integrado por 16 servidores.

#### 2011 a 2016
Em 2010, o MD foi reestruturado, visando ao atendimento das diretrizes constantes na Estratégia Nacional de Defesa (END). Sinteticamente, as principais alterações foram:
- Transformação do Estado-maior de Defesa (EMD) em Estado-maior Conjunto das Forças Armadas (EMCFA);
- Transformação da Secretaria de Organização Institucional em Secretaria de Coordenação e Organização Institucional (manteve a mesma sigla, SEORI);
- Criação da Secretaria de Produtos de Defesa (SEPROD);
- Criação da Secretaria de Pessoal, Ensino, Saúde e Desporto (SEPESD);
- Extinção da Secretaria de Ensino, Logística, Mobilização, Ciência e Tecnologia (SELOM), com a transferência de suas atribuições ao EMCFA, SEPROD e SEPESD.

A SEPESD foi estruturada com setores da SEORI e do Departamento de Ensino e Cooperação (DEPEC) da extinta Secretaria de Ensino, Logística, Ciência e Tecnologia (SELOM). O projeto Rondon ficou subordinado ao então Departamento de Pessoal, Ensino e Cooperação (DEPEC).
No final de 2012, o MD sofreu nova reestruturação, tendo sido criada a Secretaria-Geral, que enquadrou as demais Secretarias. Dentro da SEPESD, o Departamento de Pessoal, Ensino e Cooperação (DEPEC), foi reestruturado no Departamento de Ensino (DEPENS) permanecendo o Projeto Rondon na sua subordinação como uma Divisão.

## Objetivos
Atualmente, o Projeto tem os seguintes objetivos declarados 
1. Contribuir para a formação do jovem universitário como cidadão.
2. Integrar o universitário ao processo de desenvolvimento nacional, por meio de ações participativas sobre a realidade do País.
3. Consolidar no universitário brasileiro o sentido de responsabilidade social coletiva em prol da cidadania, do desenvolvimento e da defesa dos interesses nacionais.
4. Estimular no universitário a produção de projetos coletivos locais, em parceria com as comunidades assistidas.

## Coordenação e parcerias
O Projeto Rondon, sob coordenação do Ministério da Defesa, é conduzido em estreita parceria com o Ministério da Educação, o Ministério do Desenvolvimento Social e Combate à Fome, o Ministério da Saúde, o Ministério do Meio Ambiente, o Ministério da Integração Nacional, o Ministério do Esporte, o Ministério do Desenvolvimento Agrário e a Secretaria de Governo da Presidência da República. 
No nível operacional, tem o apoio das Forças Armadas que proporcionam o suporte logístico e a segurança necessários às operações. Conta, ainda, com a cooperação das instituições de ensino superior, dos governos estaduais e das prefeituras municipais.

## Operações

### 2005
- Operação Amazonas
- Operação Acre

### 2006
- Operação Minas Gerais
- Operação Acre
- Operação Vale do Ribeira
- Operação Amazônia

### 2007
- Operação Inverno
- Operação Nordeste
- Operação Rio Grande do Sul
- Operação Amazônia Ocidental
- Operação Amazônia Oriental
- Operação Centenário da Comissão Rondon

### 2008
- Operação Norte de Minas
- Operação Vale do Ribeira
- Operação Inverno
- Operação Xingu
- Operação Rio Grande do Sul
- Operação Verão
- Operação Grão-Pará

### 2009
- Operação Centro-Norte
- Operação Verão
- Operação Nordeste-Sul

### 2010
- Operação Mamoré
- Operação Rei do Baião
- Operação Catirina
- Operação Centro-Nordeste

### 2011
- Operação Especial Rio Paraguai
- Operação Oiapoque
- Operação Tuiuiú
- Operação Arara Azul
- Operação Peixe-boi
- Operação Seridó
- Operação Rio dos Siris
- Operação Zabelê
- Operação Carajas

### 2012
- Operação Capim Dourado
- Operação Açaí
- Operação Babaçu
- Operação Pai Francisco

### 2013
- Operação Forte do Presépio
- Operação 2 de Julho
- Operação Canudos
- Operação São Francisco

### 2014
- Operação Catopê
- Operação Guararapes
- Operação Velho Monge
- Operação Porta da Amazônia

### 2015
- Operação Bororos
- Operação Itacaiunas
- Operação Mandacaru
- Operação Porta do Sol
- Operação Jenipapo

### 2016
- Operação Itapemirim
- Operação Forte dos Reis Magos

### 2017
- Operação Tocantins
- Operação Rondônia Cinquentenário
- Operação Serra do Cachimbo

### 2018
- Operação Pantanal
- Operação Palmares
- Operação Teixeirão